# 科艾勒叙利亚行省
科艾勒叙利亚是塞普蒂米烏斯·塞維魯于198年创建的罗马帝国行省，其与腓尼基叙利亚一并自叙利亚行省中划分出来。首府是安条克。

## 历史
根据特奥多尔·蒙森的介绍，最初叙利亚总督保留着整个大行省的内政大权，长久以来，一直都是帝国在整个亚洲的统帅，属于第一等级。直到2世纪，其特权才有所减少，皇帝哈德良将四个军团中的一个调走并交给了巴勒斯坦。塞维鲁又将叙利亚总督撤出了罗马军队的第一等级。奈哲尔在占据此行省之后，将行省分为南北两部分，交给前者科艾勒叙利亚总督两个军团，交给后者叙利亚腓尼基总督则是一个军团。
科艾勒叙利亚大约在4世纪末又被分为了第一叙利亚和第二叙利亚行省。

### 脚注
1. ↑  Essai sur la vie et le règne de Septime Sévère，第245頁.
2. ↑  Mommsen 1886，第117–118頁
3. ↑  Gatier，第94頁.

### 书籍
- （法语）.
- Gatier, Pierre-Louis. . .   [2019-12-08]. （原始内容存档于2019-05-10） （法语）.
- Mommsen, Theodor. . R. Bentley. 1886  [2019-12-08]. （原始内容存档于2020-01-18）.